# Sint-Petrus en Pauluskerk (Dinteloord)
De Sint-Petrus en Pauluskerk is een voormalige rooms-katholieke kerk in Dinteloord.

## Geschiedenis
Hoewel Dinteloord overwegend protestants was, bestond hier ook een katholieke gemeenschap. In 1795 werd een parochie gesticht, gewijd aan de Heilige Petrus en Paulus. Aan de Havenweg, buiten de kom, was er omstreeks 1800 een kerkje, dat in 1834 nog werd uitgebreid met onder meer een toren. Deze kerk werd in 1862 gesloopt en vervangen door een neogotische kerk, welke ontworpen was door P.J. Soffers. Op zijn beurt werd ook deze kerk gesloopt in 1927. Ze werd vervangen door een gebouw dat ontworpen werd door Jacques van Groenendael. Deze kerk werd door oorlogsgeweld verwoest in 1944.
In 1951 werd een nieuwe kerk ingewijd. Dit was een driebeukige bakstenen kerk met zadeldak, in een aan de Delftse School herinnerende, gotiserende stijl. Architect was C.M. van den Berg. Later is er een vierkante, vlakopgaande toren aan de ingangszijde bijgebouwd.
In 2004 verloor de parochie haar zelfstandigheid. In 2009 ging ze samen met zes andere parochies in de omgeving van Steenbergen, om aldus de Sint-Annaparochie te vormen.
De kerk bezit een orgel uit 1862, dat afkomstig is uit de Sint-Laurentiuskerk te Alkmaar. Er waren beelden van de heilige Petrus en Paulus, en naast het hoofdaltaar stond links een Maria-altaar en rechts een Jozef-altaar.

## Sluiting en appartementencomplex
De kerk werd in november 2014 aan de eredienst onttrokken en later verkocht. In het vroegere kerkgebouw werden in 2020 27 appartementen gebouwd. Het orgel blijft behouden.